# Amherst (Wisconsin)
Pour les articles homonymes, voir Amherst.
Amherst est une localité américaine située dans le comté de Portage, dans le Wisconsin, au cœur de la région de la Vallée de Tomorrow (en). Au recensement de 2010, il y avait 1 035 habitants.

## Histoire
Le nom d'Amherst a été créé en 1853 par Adam Uline, en référence au célèbre général de la Révolution Jeffery Amherst, et au fait qu'il était originaire d'Amherst, en Nouvelle-Écosse. Le premier colon connu d'Amherst est John F. Hillstrom, arrivé en 1851, suivi de près par John et A. P. Een, arrivés en août 1852.

## Géographie
Selon le Bureau du recensement des États-Unis, la communauté a une superficie de 3,50 km2, incluant 3,37 km2 de terre et 0,13 km2 d'eau.

## Services publics
Amherst est desservi par le Tomorrow River School District, qui comprend l'Amherst High School (en), l'Amherst Middle School et l'Amherst Elementary School, toutes réunies en même lieu, pour les élèves de la maternelle à la terminale.
a protection contre les incendies et le service d'ambulance sont assurés par le district des pompiers d'Amherst. La police est assurée par le département du shérif du comté de Portage.
Les autres services du village comprennent une bibliothèque publique et le Lettie Jensen Community Center. Un parc fluvial se trouve au centre-ville, le long de la rivière Tomorrow (en).

## Transports
Amherst est relié à l'autoroute américaine 10 (U.S. Route 10). La ligne principale de la Compagnie des chemins de fer nationaux du Canada traverse le village, sur un terrain surélevé.

## Infrastructures
Amherst se trouve le siège de la Amherst Telephone Company (en)/Tomorrow Valley Communications. La Amherst Telephone Company a été constituée en société le 3 juillet 1903. Les capitaux nécessaires à la création de la nouvelle société ont été apportés par 62 habitants de la région qui se sont engagés à verser 25 dollars chacun pour l'achat d'une action. La société fournit des services en cuivre et en fibre optique à Amherst et aux communautés environnantes de Rosholt}, Amherst Junction et Polonia.

## L'étang du moulin
L'étang du moulin d'Amherst (Amherst Mill Pond) est une retenue d'eau de 19,4 hectares située à côté du village. L'étang du moulin a été créé par un barrage sur la rivière Tomorrow et était autrefois utilisé pour alimenter le moulin local. L'étang a une profondeur maximale de 1,5 mères  et son fond est constitué de sable recouvert de limon. La rivière Tomorrow est navigable en amont et en aval du barrage, et il y a deux points d'accès publics du côté est de l'étang : le débarcadère et le parc Cate. L'étang est propice à la pêche au grand brochet et au poisson paniculé.

## Champ de foire
Le champ de foire a été construit en 1917. Amherst y accueille la Portage County Fair, une foire artisanale amish et d'autres événements. Des courses de stock-cars ont débuté sur le champ de foire en 2013 sous le nom d'Amherst Speedway.

## Images

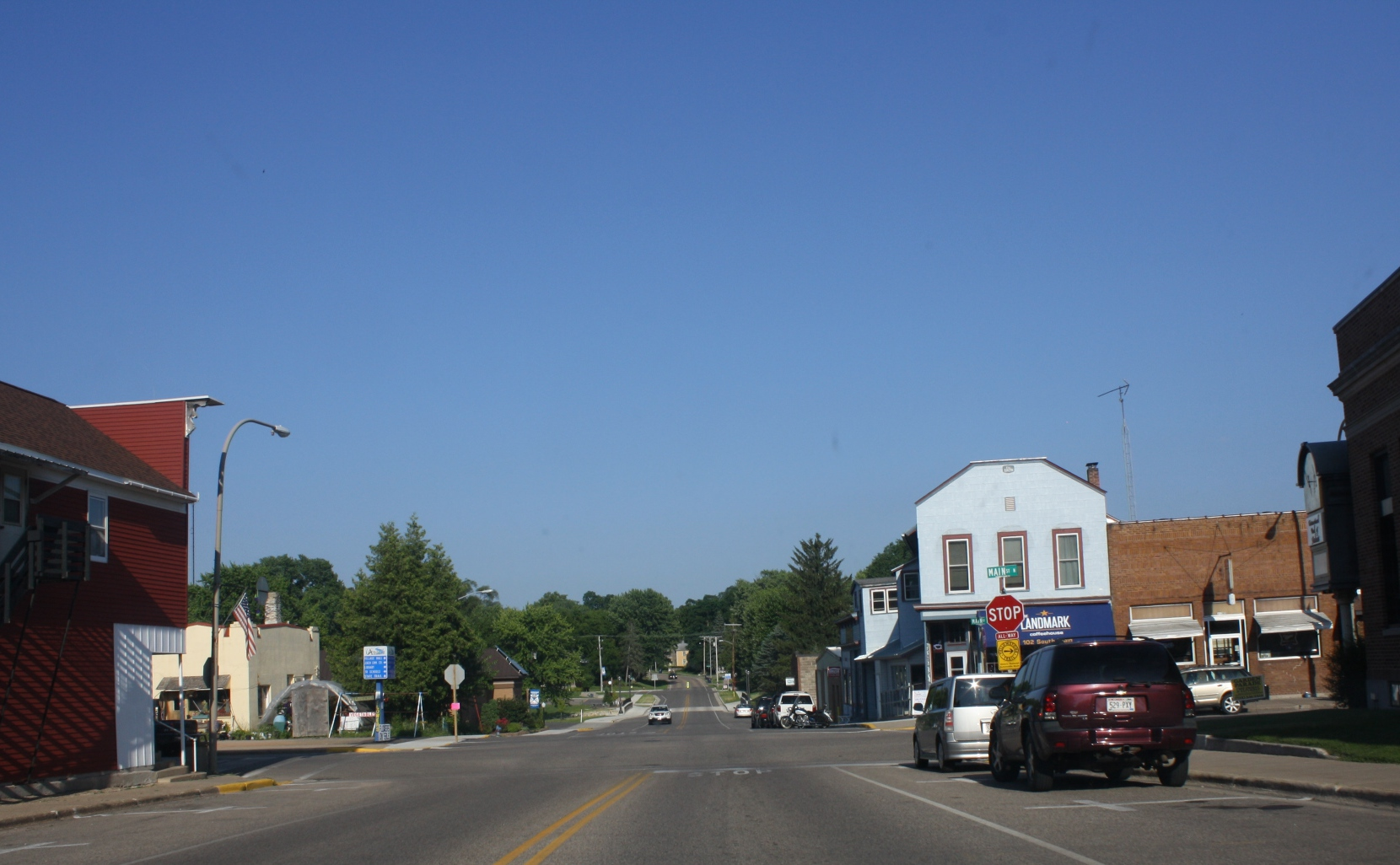
Centre du village, en direction de l'Est.
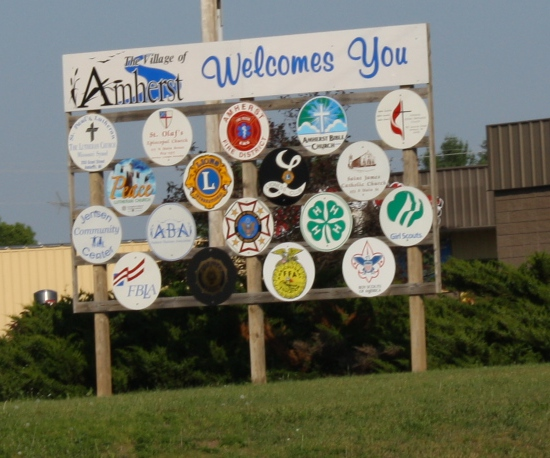
Panneau d'accueil.
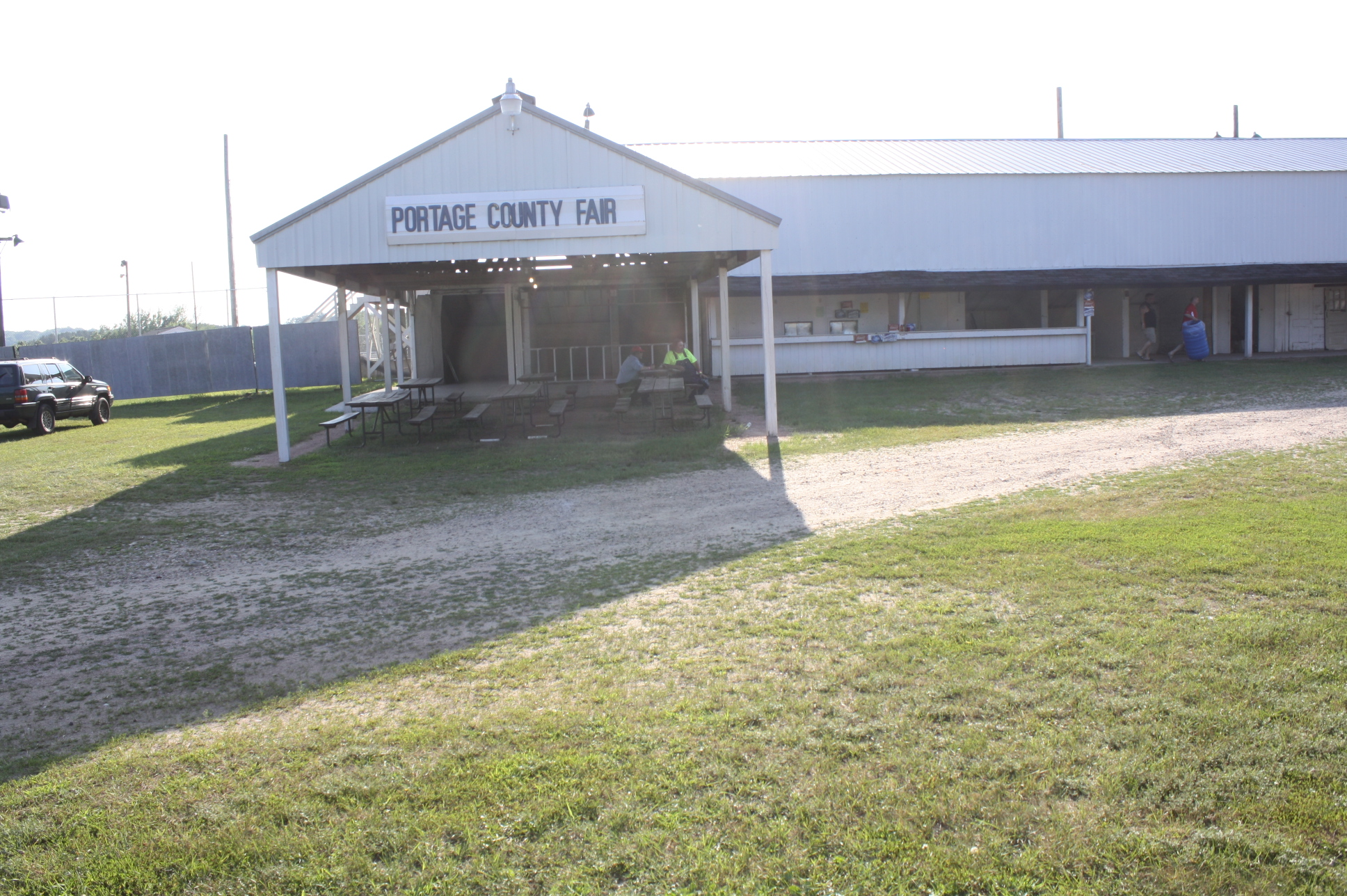
Le champ de foire.
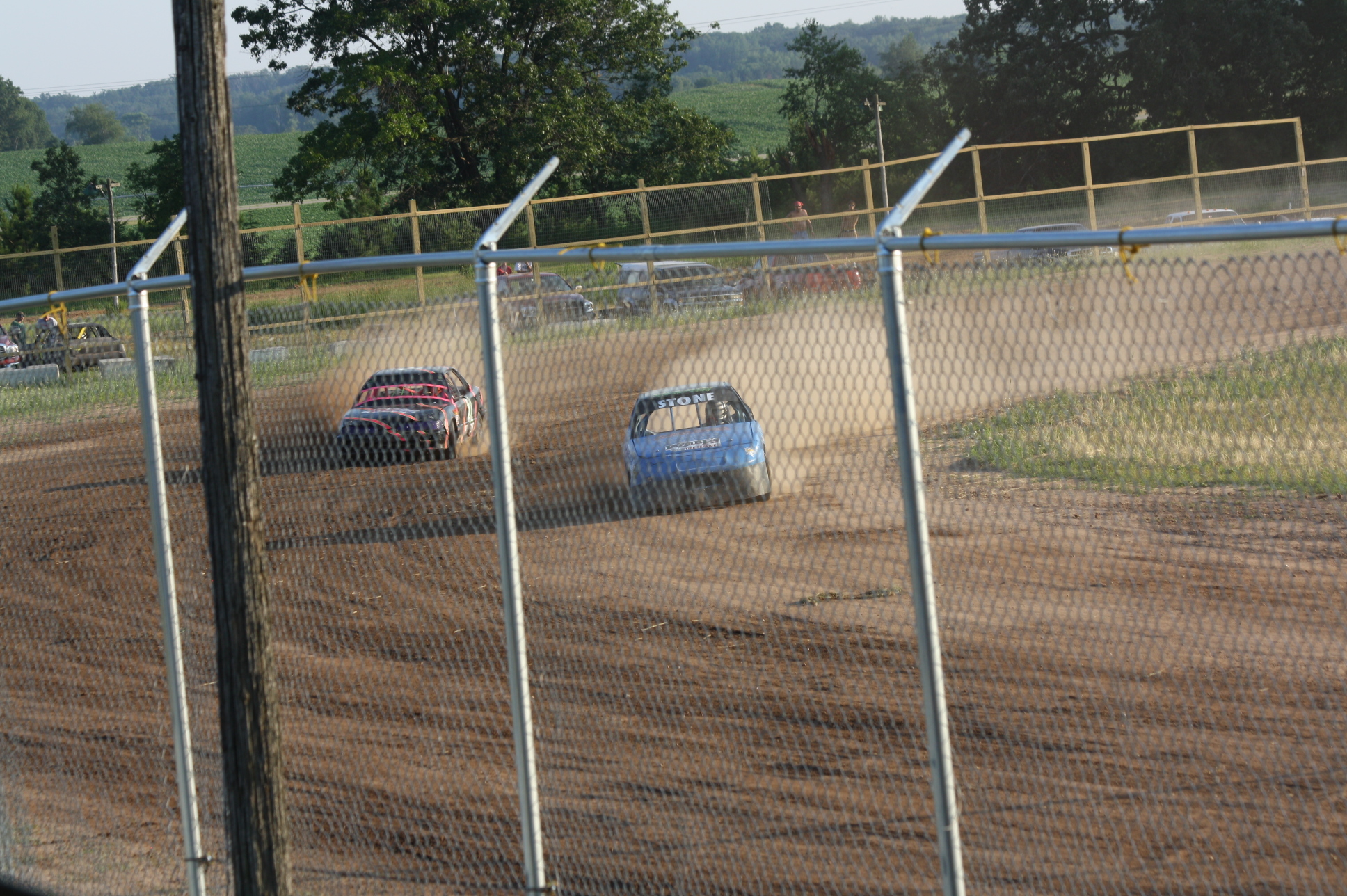
Course de stock-cars au champ de foire.